# Divadlo Li-La-Lo
Divadlo Li-La-Lo (hebrejsky: תיאטרון לי-לה-לו, Te'atron Li-La-Lo, doslova Divadlo Mně-jemu-jí) bylo divadlo v Tel Avivu v mandátní Palestině a Izraeli fungující v letech 1943–1954.
Zakladatelem souboru byl Moše Valin. Mezi zakladateli byla i Šošana Damari. Prvním dílem uvedeným na scéně tohoto souboru byla hra Lazebník telavivský, ve kterém zazněla píseň Lajla ba-Gilboa (Noc v horách Gilboa), která odstartovala pozdější kariéru této zpěvačky. Druhou premiérou divadla byla hra Ra'ajon beli la lo. Dalším zakladatelem souboru byl Josef Goland.